# Georg Friedrich Hildebrandt
Georg Friedrich Hildebrandt (Hannover, 5 giugno 1764 – Erlangen, 23 marzo 1816) è stato un chimico, anatomista e farmacista tedesco.

## Biografia
Fu un primo sostenitore delle teorie di Lavoisier in Germania. Studiò i composti del mercurio e la natura chimica della calce viva, del nitrato di ammonio e dell'ammoniaca. Studiò la luce emessa dalle scariche elettriche attraverso l'aria e studiò l'uso de monossido di azoto per determinare il contenuto di ossigeno nell'aria. Sviluppò un metodo per separare l'argento dal rame. Scrisse libri di testo su farmacologia e anatomia umana e trattati su vaiolo, sonno e sistema digestivo.
Ottenne il suo MD nel 1783 presso l'Università di Göttingen sotto Johann Friedrich Gmelin.